# Tolon (Einheit)
Tolon war eine Masseneinheit (Gewichtsmaß) an der Koromandelküste. Viele Einzelmaße beruhen auf die Abgleichung durch die Rechnungsmünzen, wie Annas, Pagoden, Rupien, Fanoin und Fanam.
So wog die Pagode etwa mehr als 63 Kölnischen Eschen, aber bei Gold nur 55 Eschen. Fanoins schwankten von Region zu Region: In Portonovo waren es 12, in Cudelur oder Tegapatnam 18, in Negapatnam 24 goldene Fanoins. In den Regionen Pondichery und Malipur waren es 24 und in Madras 36 silberne Fanoins.
- 1 Tolon = 2 Tarys = 4 Tukos = 5 Bis = 24 8/13 Seyras = 200 Paloins = 2000 Pagoden = 15 1/8 Pfund (Avoirdupois)
- 1 Kandil/Bar = 20 Mons = 32 1/2 Tolons = 65 Tarys = 130 Tuko = 162 ½ Bis = 800 Seyras = 6500 Paloins = 65.000 Pagoden = 455 7/16 Pfund Markgewicht (Frankr.) (480 Pfund (franz.) = 500 Pfund engl. Avoirdupois)